# ماریا اسمیت فالکنر
ماریا ناتانونا اسمیت-فالکنر (روسی: Мария Натановна Смит-Фалькнер؛ ۱۶ فوریه [۴ فوریه سبک قدیمی]، ۱۸۷۸ در تاگانروگ - ۷ مارس، ۱۹۶۸ در مسکو) یک اقتصاددان و آمارشناس شوروی و دارای منشأ یهودی، که از سال ۱۹۳۹ به بعد عضو آکادمی علوم اتحاد جماهیر شوروی بود. وی عضو حزب کمونیست اتحاد جماهیر شوروی بود که در سال ۱۹۱۸ به بلشویک‌ها پیوست.

## زندگی‌نامه
- ۱۹۰۱–۱۹۰۵ - در دانشکده اقتصاد دانشگاه لندن تحصیل کرد.
- ۱۹۱۸–۱۹۱۹ - رئیس گروه تحقیقات اقتصادی VSNH (شورای اقتصاد ملی روسیه).
- ۱۹۱۹ - در جریان جنگ داخلی روسیه در ارتش سرخ در جبهه جنوبی خدمت کرد.
- از سال ۱۹۲۱ - در دانشگاه‌ها و دانشکده‌های مسکو تدریس می‌کرد (دانشگاه ایالتی مسکو، مؤسسه اقتصاد ملی گئورگی پلخانوف، مؤسسه نفت و جاهای دیگر).
- ۱۹۲۵ - دکترای خود را در اقتصاد به دست آورد.
- ۱۹۲۱–۱۹۲۴ - استاد دانشکده مطالعات اجتماعی دانشگاه ایالتی مسکو
- ۱۹۲۴–۱۹۳۰ - استاد مؤسسه اقتصاد ملی مسکو پس از پلخانف.
- ۱۹۲۵–۱۹۳۴ - عضو محقق کامل در آکادمی کمونیست کمیته اجرایی مرکزی (مسکو).
- ۱۹۲۶–۱۹۳۰ - عضو هیئت مدیره مرکزی آماری اتحاد جماهیر شوروی.
- ۱۹۳۰–۱۹۳۴ - استاد دانشکده بین‌المللی لنین.
- ۱۹۳۴–۱۹۳۶ - استاد مؤسسه تحقیقات اقتصادی متصل به گاسپلن (کمیته برنامه‌ریزی دولت).
- ۱۹۳۷- سردبیر خانه انتشارات اجتماعی و اقتصادی ایالتی.
- ۱۹۳۸–۱۹۴۱ - استاد مؤسسه برنامه‌ریزی اقتصادی مسکو.
- ۱۹۴۱–۱۹۴۴ - دانشمند ارشد دانشکده اقتصاد آکادمی علوم اتحاد جماهیر شوروی.
- ۱۹۴۴–۱۹۴۶ - دانشمند ارشد انستیتوی تجارت خارجی.
- ۱۹۴۸–۱۹۵۵ - مدیر تیم در انستیتوی اقتصاد آکادمی علوم اتحاد جماهیر شوروی.[۳]

## علایق علمی
تحقیقات اسمیت فالکنر به مباحث اقتصاد سیاسی سرمایه‌داری و سوسیالیسم متمرکز شده‌است. علایق علمی وی عبارت بودند از: اقتصاد سرمایه‌داری و سوسیالیسم، تئوری آمار، وضعیت طبقه کارگر در کشورهای غربی و غیره. او تحقیقات خود را در انستیتوی مطالعات اقتصادی متصل به گاسپلن (کمیته برنامه‌ریزی دولت) و انستیتوی اقتصادی آکادمی علوم اتحاد جماهیر شوروی انجام داد.
ماریا اسمیت فالکنر ویرایش آثار دیوید ریکاردو و سر ویلیام پتی را برای انتشار در اتحاد جماهیر شوروی انجام داد.

## جوایز و جوایز
به ماریا اسمیت فالکنر، نشان لنین، یک نشان دیگر و یک مدال تعلق گرفت.